# Wahrscheinlichkeitsstromdichte
Die quantenmechanische Wahrscheinlichkeitsstromdichte (genauer: Aufenthaltswahrscheinlichkeitsstromdichte) ist eine Stromdichte, die im Rahmen der quantenmechanischen Kontinuitätsgleichung mit der  quantenmechanischen Aufenthaltswahrscheinlichkeitsdichte assoziiert ist. Sie wird durch die Wellenfunktion {\displaystyle \psi ({\vec {x}},t)} im Ortsraum bestimmt und hat bei Abwesenheit magnetischer Felder die Form (zur Präzisierung siehe unten):
{\displaystyle {\vec {j}}={\frac {i\hbar }{2m}}[\psi {\vec {\nabla }}\psi ^{*}-\psi ^{*}{\vec {\nabla }}\psi ].}

## Hintergrund
In physikalischen Feldtheorien treten Erhaltungsgrößen als Integrale über bestimmte Dichten auf. Solche Dichten, die zu den Erhaltungsgrößen gehören, genügen dann Kontinuitätsgleichungen, die eine spezielle Form einer Bilanzgleichung sind.
Allgemein enthalten Kontinuitätsgleichungen eine Dichte {\displaystyle \rho } und einen Strom {\displaystyle {\vec {j}}} und verknüpfen sie der Gestalt
{\displaystyle \partial _{t}\rho +{\vec {\nabla }}\cdot {\vec {j}}=0}
oder in integraler Formulierung mithilfe des Gaußschen Integralsatzes:
{\displaystyle \partial _{t}\int _{V}\rho \,\mathrm {d} V=-\int _{\partial _{V}}{\vec {j}}\cdot \mathrm {d} {\vec {A}}}
Anschauliche Bedeutung erfahren die Kontinuitätsgleichungen durch die integrale Formulierung, da die zeitliche Änderung der Dichte innerhalb eines Volumenelements gleich dem Strom über die Grenzen des Volumenelements hinein ist ({\displaystyle {\vec {j}}} zeigt aus dem Volumenelement hinaus).
Da in der Kontinuitätsgleichung nur die Divergenz der Stromdichte auftritt, kann zu dieser stets ein Term proportional zur Rotation einer beliebigen vektorwertigen (hinreichend glatten) Funktion {\displaystyle {\vec {f}}} addiert werden, da nach dem Satz von Schwarz {\displaystyle {\vec {\nabla }}\cdot ({\vec {\nabla }}\times {\vec {f}})=0} gilt.

## Nichtrelativistische Quantenmechanik
In der Quantenmechanik ist, wie auch in der statistischen Mechanik, die Aufenthaltswahrscheinlichkeit eine Erhaltungsgröße. Diese Wahrscheinlichkeit, wenn man den gesamten Raum betrachtet, ist gleich Eins: das einzelne Teilchen muss irgendwo im Raum anzutreffen sein. In der Quantenmechanik ist die Aufenthaltswahrscheinlichkeitsdichte durch das Betragsquadrat der Wellenfunktion {\displaystyle \psi } gegeben:
{\displaystyle \rho =\psi ^{*}\psi }
Da die Wellenfunktion der Quantenmechanik eine vollständige Beschreibung des physikalischen Zustandes des Systems darstellt, ist zunächst aber unklar, wie die zugehörige Stromdichte der Wahrscheinlichkeitsdichte aussehen könnte, da man anders als in der Kontinuumsmechanik a priori kein zusätzliches Geschwindigkeitsfeld gegeben hat. Die Stromdichte muss vielmehr eine Funktion der Wellenfunktion sein.

### Wahrscheinlichkeitsstromdichte ohne äußeres elektromagnetisches Feld
Die Wahrscheinlichkeitsdichte kann mit Hilfe der Schrödingergleichung umformuliert werden:
{\displaystyle {\frac {\partial }{\partial t}}\rho =\psi ^{*}{\frac {\partial }{\partial t}}\psi +\psi {\frac {\partial }{\partial t}}\psi ^{*}={\frac {1}{\mathrm {i} \hbar }}[\psi ^{*}{\hat {\mathcal {H}}}\psi -\psi {\hat {\mathcal {H}}}\psi ^{*}],}
wobei {\displaystyle {\hat {\mathcal {H}}}=-{\frac {\hbar ^{2}}{2m}}\Delta +V({\vec {x}})} der Hamiltonoperator ist. Setzt man die explizite Form des Hamiltonoperators ein, sieht man, dass das Potential {\displaystyle V} aus der Gleichung herausfällt. Es bleibt ein Term, den man noch in die Form
{\displaystyle {\frac {\partial }{\partial t}}\rho ={\frac {i\hbar }{2m}}{\vec {\nabla }}\cdot [\psi ^{*}{\vec {\nabla }}\psi -\psi {\vec {\nabla }}\psi ^{*}]}
bringen kann.
Aus einem Vergleich mit der Kontinuitätsgleichung ergibt sich die folgende Form der Wahrscheinlichkeitsstromdichte:
{\displaystyle {\vec {j}}={\frac {i\hbar }{2m}}[\psi {\vec {\nabla }}\psi ^{*}-\psi ^{*}{\vec {\nabla }}\psi ],}
wie am Anfang des Artikels beschrieben.
Alternative Formulierungen:
{\displaystyle {\vec {j}}={\frac {\hbar }{m}}\operatorname {Im} \left(\psi ^{*}{\vec {\nabla }}\psi \right)={\frac {1}{m}}\operatorname {Re} \left(\psi ^{*}{\hat {\vec {p}}}\psi \right),}
wobei {\displaystyle {\hat {\vec {p}}}={\frac {\hbar }{i}}{\vec {\nabla }}} der kanonische Impulsoperator ist.

### Wahrscheinlichkeitsstromdichte mit äußerem elektromagnetischen Feld
Die Wellenfunktion im äußeren elektromagnetischen Feld gehorcht der Pauli-Gleichung. Dabei werden folgende Ersetzungen in der Schrödinger-Gleichung durchgeführt:
- Zur Beschreibung des Spins wird aus der skalaren Schrödinger-Gleichung die Wellenfunktion {\displaystyle \psi } allgemeiner durch den Spinor {\displaystyle \Psi } beschrieben; bei Spin-½ Teilchen wie den Elektronen oder Protonen hat der Spinor dabei zwei Komponenten, bei Spin-0 Teilchen wie dem Alphateilchen hat der Spinor nur eine Komponente.
- Der Impulsoperator {\displaystyle {\hat {\vec {p}}}=-\mathrm {i} \hbar {\vec {\nabla }}} wird durch {\displaystyle {\hat {\vec {P}}}=-\mathrm {i} \hbar {\vec {\nabla }}-q{\vec {A}}} ersetzt, wobei {\displaystyle {\vec {A}}} das Vektorpotential und {\displaystyle q} die elektrische Ladung des Teilchens ist. Den Term {\displaystyle {\vec {p}}-q{\vec {A}}} (ohne „Operator-Hut“) nennt man im Gegensatz zum kanonischen auch kinetischen Impuls.
- Der Hamiltonoperator {\displaystyle {\hat {\mathcal {H}}}=\mathrm {i} \hbar \partial _{t}} erhält einen Zusatzterm für die elektrostatische Energie mit dem elektrischen Potential {\displaystyle \phi } und wird zu {\displaystyle {\hat {\mathcal {H}}}=\mathrm {i} \hbar \partial _{t}-q\phi }.

Für Teilchen ohne Spin lässt sich die zur Pauli-Gleichung passende Wahrscheinlichkeitsstromdichte relativ schnell herleiten zu:
{\displaystyle {\vec {j}}_{oS}=-{\frac {\mathrm {i} \hbar }{2m}}\left(\Psi ^{\dagger }{\vec {\nabla }}\Psi -({\vec {\nabla }}\Psi ^{\dagger })\Psi \right)-{\frac {q}{m}}\Psi ^{\dagger }\Psi {\vec {A}}={\frac {1}{m}}\operatorname {Re} \left(\Psi ^{\dagger }({\hat {\vec {P}}})\Psi \right)={\frac {1}{m}}\operatorname {Re} \left(\Psi ^{\dagger }({\hat {\vec {p}}}-q{\vec {A}})\Psi \right)}.
Diese Wahrscheinlichkeitsstromdichte ist aufgrund der Ersetzung des kanonischen durch den kinetischen Impuls invariant unter den Eichtransformationen
{\displaystyle \Psi \to \Psi \exp \left({\mathrm {i} q{\frac {f({\vec {x}},t)}{\hbar }}}\right),\quad {\vec {A}}\to {\vec {A}}+{\vec {\nabla }}f({\vec {x}},t),\quad \phi \to \phi -\partial _{t}f}
mit einer beliebigen reellen Funktion {\displaystyle f({\vec {x}},t)}.
Für Teilchen ohne Spin ist die oben gefundene Formel gültig, jedoch nicht notwendigerweise für Teilchen mit Spin. Nach einer 1999 in der Fachzeitschrift American Journal of Physics veröffentlichten Analyse muss dazu ein Term hinzugefügt werden, der linear vom Spin abhängt, aber unabhängig vom Magnetfeld ist: „This analysis reveals that the nonrelativistic current of the Pauli equation should include an extra term of the form ∇×(ψ†σψ).“
Denn es lässt sich zu dieser Wahrscheinlichkeitsstromdichte ein Term proportional zu {\displaystyle {\vec {\nabla }}\times (\Psi ^{\dagger }{\vec {\sigma }}\Psi )} addieren, welcher ebenfalls eichinvariant ist (und als Rotationsterm die Kontinuitätsgleichung nicht verletzt). Tatsächlich ergebe sich aus der Dirac-Gleichung im nichtrelativistischen Grenzfall mit dem Pauli-Matrizen {\displaystyle \sigma }:
{\displaystyle {\vec {j}}_{mS}=-{\frac {\mathrm {i} \hbar }{2m}}\left(\Psi ^{\dagger }{\vec {\nabla }}\Psi -({\vec {\nabla }}\Psi ^{\dagger })\Psi \right)-{\frac {q}{m}}\Psi ^{\dagger }\Psi {\vec {A}}+{\frac {\hbar }{2m}}{\vec {\nabla }}\times (\Psi ^{\dagger }{\vec {\sigma }}\Psi )+{\mathcal {O}}(v^{2}/c^{2})}